# Grupo Energía Bogotá
El Grupo Energía Bogotá es una compañía colombiana de generación, transmisión y distribución de energía eléctrica, y transporte y distribución de gas natural.
Con una participación en el mercado del 12,5 % es la segunda empresa en transmisión de electricidad en Colombia. Tiene capital público y privado, siendo su mayor accionista la Alcaldía Mayor de Bogotá, con el 66% de participación.

## Historia
La historia de la Empresa está ligada estrechamente a la historia misma de la ciudad. Se puede afirmar que el progreso de la ciudad ha sido paralelo al desarrollo de la Empresa de Energía de Bogotá S.A. ESP.
A finales del siglo XIX, se inició el alumbrado público en Bogotá. La luz eléctrica apareció en la capital del país por primera vez la noche del 7 de diciembre de 1889, cuando la compañía The Bogotá Electric Light Company- BELC, iluminó las calles más frecuentadas.
En esa época, Bogotá era la única ciudad del país que contaba con alumbrado eléctrico doce horas diarias, entre las seis de la tarde y las seis de la mañana.
En la primera mitad del siglo XX, la Empresa sufrió varias transformaciones jurídicas pero mantuvo siempre su evolución técnica, convirtiéndose en la única proveedora del servicio de energía en la capital del país. Cuando en 1951 la ciudad adquirió la totalidad de sus acciones, la Empresa había desarrollado un gran Plan de Expansión que le permitió en sus primeros 50 años, tener seis unidades hidráulicas y concluir la represa de El Muña, en ese momento su principal fuente de generación.
Entre 1960 y 1981, la Empresa puso en funcionamiento plantas y centrales hidroeléctricas como la del Guavio y extendió sus servicios a varios municipios de Cundinamarca y Meta.
En 1997 se realizó un proceso de profunda transformación al adelantar la capitalización de la Empresa con recursos internacionales, que permitió la conformación de CODENSA y EMGESA.
En mayo de 2015 incluyen la adquisición del 51% de cuatro concesiones de transmisión en Brasil. En junio de 2015. Ecopetrol vendió la primera parte en La participación que pasó de 6,8% a 3% por un monto de $215 millones. En diciembre de 2015 la compañía dijo aportar $458.851 millones de sus reservas para ayudar a financiar la primera línea del Metro de Bogotá.
En 2017 la compañía vendió su participación en Promigas
En 2022, el Grupo colocó bonos de deuda pública por $261.988 millones en la Bolsa de Valores de Colombia, destinados hacia la "financiación del plan de inversiones" del grupo en el "mediano plazo".

## Grupo Energía Bogotá
Grupo Energía Bogotá, Colombia, TGI. En Perú, su empresa Contugás tiene la concesión por 30 años para el transporte y distribución de gas natural en el departamento de Ica y a través de su empresa Cálidda, lahtural en el departamento de Lima y la Provincia Constitucional del Callao. En el mismo país, junto con el grupo ISA, participa en REP y en Consorcio Transmantaro, empresas que operan el 63% del sistema de transmisión eléctrica en ese país. En 2010 constituyó TRECSA -Transportadora de Centroamérica S.A.- que construirá el proyecto de infraestructura de energía eléctrica más importante de Guatemala, que presta el servicio de transmisión de electricidad desde 2013. 
TGI inició una oferta pública en 2022 de adquisición parcial en efectivo por hasta US$150 millones con vencimiento en 2028.
Cuenta además con un portafolio de inversiones en importantes empresas del sector energético entre las que se destacan Codensa S.A., Emgesa S.A., Gas Natural S.A., Empresa de Energía de Cundinamarca - EEC, Electrificadora del Meta - EMSA y en menor escala en ISA e ISAGEN.

### Empresas con control
En Colombia
- Sucursal Transmisión Grupo Energía Bogotá S.A. ESP (100%) - GEB: Transmisión de electricidad y matriz del Grupo Energía de Bogotá.
- Transportadora de Gas Internacional - TGI (99,97 %): Mayor transportadora de gas natural en Colombia.

En Perú
- Contugas S.A.C. (87,76 %): Transportador y distribuidor de gas natural en el Departamento de Ica.
- Gas Natural de Lima y Callao S.A. - Cálidda (60%): Distribuidor de gas natural en la zona de Lima y Callao.
- EEBIS S.A.C. (99.99%): Empresa de servicios de ingeniería en proyectos de electricidad y gas natural.

En Guatemala
- Transportadora de Energía de Centroamérica S.A. - TRECSA (95 %): Construye la repotenciación del sistema de transmisión de Guatemala.

En Brasil
- GEBBRAS

### Empresas participadas
En Colombia
- Vanti (Vanti S.A. E.S.P) (25%): Segunda mayor distribuidora de gas natural del país.
- Electrificadora del Meta (16,20%). Segunda mayor empresa de los llanos orientales por ingresos.
- Promigas (15,6%): Segunda mayor transportadora de gas natural en Colombia.
- Isagen (2,52%): Segunda mayor generadora de electricidad en el país.
- Grupo ISA (1,67%): Mayor transmisor de electricidad de Colombia.

En Perú
- Red de Energía del Perú - REP (40%): Junto a CTM, mayores operadores del sistema de transmisión de energía en Perú.
- Consorcio Transmantaro - CTM (40%): Junto a REP, mayores operadores del sistema de transmisión de energía en Perú.

## Composición accionaria
Según lo reportado a septiembre de 2024 la participación se divide de la siguiente manera: